# Јошева (Ваљево)
Јошева је насељено место града Ваљева у Колубарском округу. Према попису из 2022. било је 162 становника.
Овде се налази ОШ „Прота Матеја Ненадовић” ИО Јошева.

## Порекло становништва
Подаци из 1907
- Марковићи (4 k., Св. Никола), староседеоци. Некад врло јак и снажан род, данас доста слаб, јер се знатно проредио исељавањем у равнија места у Посавини.
- Ралете (Ралетићи) (8 k., Св. Никола), досељени као свештеничка кућа са Косова, у другој половини XVII века. Ралете има и одсељених у друге крајеве.
- Панићи и Грујичићи су од два брата: Пане и Грујице (9 k., Св. Јован), досељени као мајстори око 1770. године из источне Босне.
- Матићи и Андрићи један род (2 k., Св. Јован), пресељени из Остружња, тамо се доселили из Зарожја.
- Јеремићи (3 k., Св. Јован), досељени из околине Ваљева, старином су из источне Босне. Предак Јеремића се призетио у Марковиће око 1815. године.
- Милосављевићи славе св. Николу, досељени из округа златиборског.

## Демографија
У насељу Јошева живи 223 пунолетна становника, а просечна старост становништва износи 43,0 година (41,2 код мушкараца и 45,0 код жена). У насељу има 73 домаћинства, а просечан број чланова по домаћинству је 3,73.
Ово насеље је великим делом насељено Србима (према попису из 2002. године), а у последња три пописа, примећен је пад у броју становника.
|  |

| Демографија | Демографија | Демографија |
| Година      | Становника  | Становника  |
| ----------- | ----------- | ----------- |
| 1948.       | 405         |             |
| 1953.       | 399         |             |
| 1961.       | 388         |             |
| 1971.       | 368         |             |
| 1981.       | 306         |             |
| 1991.       | 276         | 269         |
| 2002.       | 272         | 275         |

| Етнички састав према попису из 2002.‍ | Етнички састав према попису из 2002.‍ | Етнички састав према попису из 2002.‍ | Етнички састав према попису из 2002.‍ | Етнички састав према попису из 2002.‍ |
| ------------------------------------ | ------------------------------------ | ------------------------------------ | ------------------------------------ | ------------------------------------ |
|                                      |                                      |                                      |                                      |                                      |
| Срби                                 | Срби                                 |                                      | 271                                  | 99,63%                               |
| непознато                            | непознато                            |                                      | 0                                    | 0,0%                                 |

| Година пописа     | 1948. | 1953. | 1961. | 1971. | 1981. | 1991. | 2002. |
| ----------------- | ----- | ----- | ----- | ----- | ----- | ----- | ----- |
| Број домаћинстава | 68    | 78    | 76    | 85    | 83    | 74    | 73    |

| Број чланова      | 1 | 2  | 3 | 4  | 5  | 6 | 7 | 8 | 9 | 10 и више | Просек |
| ----------------- | - | -- | - | -- | -- | - | - | - | - | --------- | ------ |
| Број домаћинстава | 8 | 17 | 8 | 11 | 16 | 9 | 4 | 0 | 0 | 0         | 3,73   |

| Пол    | Укупно | Неожењен/Неудата | Ожењен/Удата | Удовац/Удовица | Разведен/Разведена | Непознато |
| ------ | ------ | ---------------- | ------------ | -------------- | ------------------ | --------- |
| Мушки  | 123    | 34               | 77           | 8              | 3                  | 1         |
| Женски | 113    | 11               | 78           | 23             | 1                  | 0         |
| УКУПНО | 236    | 45               | 155          | 31             | 4                  | 1         |

| Пол    | Укупно                    | Пољопривреда, лов и шумарство | Рибарство                            | Вађење руде и камена | Прерађивачка индустрија       |
| ------ | ------------------------- | ----------------------------- | ------------------------------------ | -------------------- | ----------------------------- |
| Мушки  | 89                        | 76                            | 0                                    | 0                    | 3                             |
| Женски | 58                        | 53                            | 0                                    | 0                    | 1                             |
| УКУПНО | 147                       | 129                           | 0                                    | 0                    | 4                             |
| Пол    | Производња и снабдевање   | Грађевинарство                | Трговина                             | Хотели и ресторани   | Саобраћај, складиштење и везе |
| Мушки  | 0                         | 5                             | 0                                    | 2                    | 0                             |
| Женски | 0                         | 0                             | 0                                    | 0                    | 0                             |
| УКУПНО | 0                         | 5                             | 0                                    | 2                    | 0                             |
| Пол    | Финансијско посредовање   | Некретнине                    | Државна управа и одбрана             | Образовање           | Здравствени и социјални рад   |
| Мушки  | 0                         | 1                             | 1                                    | 0                    | 0                             |
| Женски | 0                         | 0                             | 0                                    | 2                    | 2                             |
| УКУПНО | 0                         | 1                             | 1                                    | 2                    | 2                             |
| Пол    | Остале услужне активности | Приватна домаћинства          | Екстериторијалне организације и тела | Непознато            | Непознато                     |
| Мушки  | 0                         | 0                             | 0                                    | 1                    | 1                             |
| Женски | 0                         | 0                             | 0                                    | 0                    | 0                             |
| УКУПНО | 0                         | 0                             | 0                                    | 1                    | 1                             |

## Галерија
- село Јошева - панорама
- село Јошева - панорама
- село Јошева - панорама
- село Јошева - панорама
- село Јошева - панорама
- село Јошева - панорама